# Sopa primordial
A sopa primordial, ou sopa prebiótica (às vezes também chamada de caldo prebiótico), é o conjunto hipotético de condições presentes na Terra há cerca de 3700 a 4000 milhões de anos. É um aspecto da teoria heterotrófica da origem da vida, proposta pela primeira vez por Alexander Oparin em 1924 e J. B. S. Haldane em 1929.

## Contexto histórico
A noção de que os seres vivos se originaram de materiais inanimados vem dos gregos antigos – a teoria conhecida como geração espontânea. Aristóteles no século IV a.C. deu uma explicação adequada, escrevendo:
Assim com os animais, alguns provêm de animais progenitores de acordo com a sua espécie, enquanto outros crescem espontaneamente e não a partir de uma linhagem afim; e desses exemplos de geração espontânea alguns vêm da putrefação da terra ou da matéria vegetal, como é o caso de vários insetos, enquanto outros são gerados espontaneamente no interior dos animais a partir das secreções de seus vários órgãos. — Aristóteles Sobre a História dos Animais, Livro V, Parte 1
Aristóteles também afirma que não é apenas que os animais se originam de outros animais semelhantes, mas também que os seres vivos surgem e sempre surgiram da matéria sem vida. Sua teoria permaneceu a ideia dominante sobre a origem da vida (fora da divindade como agente causal) dos filósofos antigos aos pensadores da Renascença em várias formas. Com o nascimento da ciência moderna, surgiram refutações experimentais. O médico italiano Francesco Redi demonstrou em 1668 que as larvas se desenvolveram a partir de carne podre apenas em uma jarra onde as moscas podiam entrar, mas não em uma jarra com tampa fechada. Ele concluiu que: omne vivum ex vivo (Toda vida vem da vida).
O experimento do químico francês Louis Pasteur em 1859 é considerado o golpe mortal para a geração espontânea. Ele mostrou experimentalmente que organismos (micróbios) não podem crescer em água esterilizada, a menos que seja exposta ao ar. O experimento lhe rendeu o Prêmio Alhumbert em 1862 da Academia Francesa de Ciências, e ele concluiu: "Nunca a doutrina da geração espontânea se recuperará do golpe mortal desse experimento simples."
Os biólogos evolucionistas acreditavam que uma espécie de geração espontânea, mas diferente da simples doutrina aristotélica, deve ter funcionado para o surgimento da vida. O biólogo francês Jean-Baptiste de Lamarck especulou que a primeira forma de vida começou a partir de materiais não vivos. "A natureza, por meio de calor, luz, eletricidade e umidade", escreveu ele em 1809 em Philosophie Zoologique (A Filosofia da Zoologia), "forma a geração direta ou espontânea naquela extremidade de cada reino de corpos vivos, onde o mais simples desses corpos são encontrados".
Quando o naturalista inglês Charles Darwin introduziu a teoria da seleção natural em seu livro de 1859, A Origem das Espécies, seus apoiadores, como o zoólogo alemão Ernst Haeckel, o criticaram por não usar sua teoria para explicar a origem da vida. Haeckel escreveu em 1862: "O principal defeito da teoria darwiniana é que ela não esclarece a origem do organismo primitivo — provavelmente uma célula simples — da qual todos os outros descenderam. Quando Darwin assume um ato criativo especial para este primeiro espécie, ele não é consistente e, eu acho, não muito sincero."
Embora Darwin não tenha falado explicitamente sobre a origem da vida em A Origem das Espécies, ele mencionou um "pequeno lago quente" em uma carta a Joseph Dalton Hooker datada de 1.º de fevereiro de 1871:
Costuma-se dizer que todas as condições para a primeira produção de um ser vivo estão agora presentes, o que poderia ter estado presente. Mas se (e que grande se) pudéssemos conceber em algum pequeno lago quente com todo tipo de amônia e sais fosfóricos – luz, calor, eletricidade presentes, que um composto proteico fosse formado quimicamente, pronto para sofrer mudanças ainda mais complexas, no presente, tal matéria seria instantaneamente devorada, ou absorvida, o que não teria sido o caso antes da formação dos seres vivos [...].— Charles Darwin Carta a Joseph Dalton Hooker em 1.º de fevereiro de 1871

### Teoria heterotrófica
Um argumento científico coerente foi introduzido pelo bioquímico soviético Alexander Oparin em 1924. De acordo com Oparin, na superfície da Terra primitiva, carbono, hidrogênio, vapor de água e amônia reagiram para formar os primeiros compostos orgânicos. Sem o conhecimento de Oparin, cuja escrita circulou apenas em russo, um cientista inglês J. B. S. Haldane chegou a uma conclusão semelhante em 1929. Foi Haldane quem primeiro usou o termo "sopa" para descrever o acúmulo de material orgânico e água na Terra primitiva.
Quando a luz ultravioleta age sobre uma mistura de água, dióxido de carbono e amônia, uma grande variedade de substâncias orgânicas é produzida, incluindo açúcares e, aparentemente, alguns dos materiais a partir dos quais as proteínas são construídas. [...] antes da origem da vida eles devem ter se acumulado até os oceanos primitivos atingirem a consistência de uma sopa quente diluída.— J. B. S. Haldane A Origem da Vida
Segundo a teoria, compostos orgânicos essenciais para as formas de vida foram sintetizados na Terra primitiva sob condições pré-bióticas. A mistura de compostos inorgânicos e orgânicos com água na Terra primitiva tornou-se a sopa prebiótica ou primordial. Ali, a vida se originou e as primeiras formas de vida puderam usar as moléculas orgânicas para sobreviver e se reproduzir. Hoje, a teoria é conhecida como teoria heterotrófica, teoria da origem heterotrófica da vida ou hipótese de Oparin-Haldane. O bioquímico Robert Shapiro resumiu os pontos básicos da teoria em sua "forma madura" da seguinte forma:
1. A Terra primitiva tinha uma atmosfera quimicamente redutora.
2. Essa atmosfera, exposta à energia em várias formas, produzia compostos orgânicos simples ("monômeros").
3. Esses compostos se acumularam na sopa prebiótica, que pode ter se concentrado em locais como litorais e fontes oceânicas.
4. Por transformação adicional, polímeros orgânicos mais complexos – e, finalmente, vida – se desenvolveram na sopa.

## Teoria de Haldane
J.B.S. Haldane postulou independentemente sua teoria primordial da sopa em 1929 em um artigo de oito páginas "A origem da vida" no The Rationalist Annual. De acordo com Haldane, a atmosfera da Terra primitiva era essencialmente redutora, com pouco ou nenhum oxigênio. Os raios ultravioleta do Sol induzem reações em uma mistura de água, dióxido de carbono e amônia. Substâncias orgânicas como açúcares e componentes proteicos (aminoácidos) foram sintetizadas. Essas moléculas "se acumularam até os oceanos primitivos atingirem a consistência de uma sopa quente diluída". As primeiras coisas de reprodução foram criadas a partir desta sopa.
Quanto à prioridade sobre a teoria, Haldane aceitou que Oparin vinha primeiro, dizendo: "Tenho poucas dúvidas de que o professor Oparin tem prioridade sobre mim."

## Formação de monômeros
Uma das peças mais importantes de suporte experimental para a teoria da "sopa" veio em 1953. Um estudante de pós-graduação, Stanley Miller, e seu professor, Harold Urey, realizaram um experimento que demonstrou como moléculas orgânicas poderiam ter se formado espontaneamente a partir de precursores inorgânicos, sob condições como as postuladas pela Hipótese Oparin-Haldane. O agora famoso "experimento de Miller-Urey" usou uma mistura altamente reduzida de gases — metano, amônia e hidrogênio — para formar monômeros orgânicos básicos, como aminoácidos. Isso forneceu suporte experimental direto para o segundo ponto da teoria da "sopa", e é um dos dois pontos restantes da teoria que grande parte do debate agora se concentra.
Além do experimento de Miller-Urey, o próximo passo mais importante na pesquisa sobre a síntese orgânica prebiótica foi a demonstração por Joan Oró de que a base de ácido nucleico purina, adenina, foi formada pelo aquecimento de soluções aquosas de cianeto de amônio. Em apoio à abiogênese em gelo eutético, trabalhos mais recentes demonstraram a formação de estriazinas (nucleobases alternativas), pirimidinas (incluindo citosina e uracila) e adenina a partir de soluções de ureia submetidas a ciclos de congelamento-descongelamento sob uma atmosfera redutiva (com descargas de faísca como fonte de energia).